# Ahmad Elias
Ahmed Ali Elias (9 de novembro de 1990) é um futebolista profissional jordaniano que atua como meia.

## Carreira
Ahmad Elias representou a Seleção Jordaniana de Futebol na Copa da Ásia de 2015.